# Ostrhauderfehn
Ostrhauderfehn è un comune di 10.606 abitanti della Bassa Sassonia, in Germania.
Appartiene al circondario (Landkreis) di Leer (targa LER).